# Miñotos
Miñotos (llamada oficialmente San Pedro de Miñotos) es una parroquia española del municipio de Orol, en la provincia de Lugo, Galicia.

## Organización territorial
La parroquia está formada por cuarenta y una entidades de población, constando treinta y cinco de ellas en el nomenclátor del Instituto Nacional de Estadística español:

### Entidades de población
Entidades de población que forman parte de la parroquia:
- A Casanova (A Casa Nova)
- A Laxe
- As Corredoiras
- As Lobeiras
- Atián
- Besteburiz
- Cabanela
- Cerdeiras
- Corralchao (Curral Chao)
- Erbellás
- Leborín
- Leonte
- Machuco (O Machuco)
- Moscallos
- O Cachón
- O Cal
- O Calvo
- O Carmen (O Carme)
- O Castelo
- O Combarro
- O Pazo
- O Requerez (Requerez)
- O Rubas (Os Rubás)
- Os Pazos
- O Xesto
- Pedrafita
- Vigo
- Vilabuín
- Xestido
- Zarza

### Despoblados
Despoblados que forman parte de la parroquia:
- A Bóveda
- A Casavella (A Casa Vella)
- Agros Chaos
- A Igrexa
- Cabo de Vila
- Ferreira
- O Pouso
- O Rego Cavado
- Os Carballás
- O Zapateiro
- Santa Mariña

## Demografía
| Gráfica de evolución demográfica de Miñotos entre 2000 y 2020 |
|                                                               |
| Datos según el nomenclátor publicado por el INE.              |